# Norinchukin Bank
Norinchukin Bank — японский банк сельскохозяйственных кооперативов. Входит в систему JA Bank, также включающую 32 сельхоз банка уровня префектур (JA Shinnoren) и 585 банков отдельных кооперативов (JA), а также JF Marine Bank (куда входят 103 банка рыболовных кооперативов JF Shingyoren); вместе эти две системы банков обеспечивают финансирование сельскохозяйственного сектора Японии (включая рыбный промысел и лесное хозяйство). Входит в тридцатку крупнейших банков мира по размеру активов и является крупным инвестором как в Японии, так и в других странах.

## История
Банк был основан 10 декабря 1923 года в качестве центрального банка японских кооперативов; уставной капитал был внесен правительством. В 1950 году банк начал выпуск долговых обязательств и к 1959 году стал частным банком, полностью вернув государственные инвестиции. В 1974 году начал операции с иностранной валютой, а с 1977 года начал инвестировать в иностранные ценные бумаги.
В 1982 году в Нью-Йорке было открыто первое зарубежное представительство банка, через два года получившее статус отделения. В 1985 году было открыто представительство в Лондоне, а в 1990 году — в Сингапуре. С 1989 года банк начал выпуск долговых обязательств в американских долларах.
В 1995 году банк начал выпуск привилегированных акций. В следующем году был принят закон об интеграции The Norinchukin Bank с кооперативными сельскохозяйственными банками уровня префектур (JA Shinnoren), что привело в 2002 году к созданию системы JA Bank. В 2003 году была создана такая же система с рыболовными кооперативными банками JF Marine Bank.

## Деятельность
Размер принятых депозитов на март 2021 года составлял 65,652 трлн иен ($596,8 млрд), из них 87,4 % составили вклады сельскохозяйственных организаций, 8,7 % — депозиты финансовых институтов, правительства и различных фондов, 3 % — вклады рыболовных организаций. В структуре активов 22 трлн иен составляют выданные кредиты, 48 трлн иен — инвестиции в ценные бумаги (из них более половины зарубежные), 20 трлн иен балансы в банках и наличные.
Сеть банка насчитывает 7400 отделений и 12 тысяч банкоматов. У банка есть отделения в Нью-Йорке, Лондоне и Сингапуре, а также представительства в Пекине и Гонконге.

## Дочерние компании
Основные дочерние компании на март 2021 года (название, расположение, год основания, уставной капитал):
- The Norinchukin Trust & Banking Co., Ltd. (Токио, Япония, 1995 год, 20 млрд иен)
- Norinchukin Australia Pty Limited (Сидней, Австралия, 2017 год, 221 млн австр. долларов)
- Norinchukin Bank Europe N.V. (Амстердам, Нидерланды, 2018 год, 2 млрд евро)
- Norinchukin Research Institute Co., Ltd. (Токио, Япония, 1986 год, 300 млн иен)
- Norinchukin Facilities Co., Ltd. (Токио, Япония, 1956 год, 100 млн иен)
- Nochu Business Support Co., Ltd. (Токио, Япония, 1998 год, 100 млн иен)
- Norinchukin Business Assist Co., Ltd. (Токио, Япония, 2016 год, 30 млн иен)
- Norinchukin Academy Co., Ltd. (Токио, Япония, 1981 год, 20 млн иен)
- Norinchukin Value Investments Co., Ltd. (Токио, Япония, 2014 год, 444 млн иен, доля 92,5 %)
- Kyodo Housing Loan Co., Ltd. (Токио, Япония, 1979 год, 10,5 млрд иен, доля 92,12 %)
- Nochu Information System Co., Ltd. (Токио, Япония, 1971 год, 100 млн иен, доля 90 %)
- JA Card Co., Ltd. (Токио, Япония, 2017 год, 100 млн иен, доля 51 %)
- Norinchukin Zenkyoren Asset Management Co., Ltd. (Токио, Япония, 1993 год, 3,42 млрд иен, доля 50,92 %)
- The Cooperative Servicing Co., Ltd. (Токио, Япония, 2001 год, 500 млн иен, доля 37,96 %)
- JA MITSUI LEASING, LTD. (Токио, Япония, 2008 год, 32 млрд иен, доля 33,4 %)
- Ant Capital Partners Co., Ltd. (Токио, Япония, 2000 год, 100 млн иен, доля 24,95 %)
- Gulf Japan Food Fund GP (Острова Кайман, 2015 год, $50 тысяч, доля 20,1 %)
- JAML MRC Holding, Inc. (Нью-Йорк, США, 2015 год, $42 млн, доля 20 %)
- The Agribusiness Investment & Consultation Co., Ltd. (Токио, Япония, 2002 год, 4,07 млрд иен, доля 19,97 %)
- Investment Limited Partnership for Renewable Energy in Agriculture, Forestry, and Fisheries (Токио, Япония, 2014 год, 334 млн иен)